# Kruununhaka
Kruununhaka (schwed. Kronohagen) ist ein Teilgebiet (finn. osa-alue) und ein Stadtteil (kaupunginosa) im Zentrum der finnischen Hauptstadt Helsinki mit knapp 6.700 Einwohnern. Kruununhaka befindet sich im Nordosten der Halbinsel, auf der die Innenstadt Helsinkis liegt. Der Name des Stadtteils bedeutet wörtlich „Kronenweide“ und weist darauf hin, dass das Gebiet früher als staatliches Weideland genutzt wurde.
Im Westen wird der Kruununhaka durch die Straße Unioninkatu, im Süden durch den Marktplatz Kauppatori begrenzt. Im Norden und Osten grenzt Kruununhaka an das Meer. Mit dem nördlich angrenzenden Stadtteil Kallio ist Kruununhaka durch eine Brücke über die Meerenge Siltavuorensalmi verbunden. Das klassizistische Zentrum Helsinkis mit dem Senatsplatz und dem Dom gehört zum Gebiet von Kruununhaka. Im Wesentlichen wird der Stadtteil aber mit den sich nördlich anschließenden Vierteln rund um die Straße Liisankatu assoziiert. Diese sind hauptsächlich mit Jugendstil-Wohnhäusern aus dem frühen 20. Jahrhundert bebaut. Eines der wenigen Überbleibsel der ursprünglichen Holzhausbebauung ist ein 1818 erbautes Bürgerhaus, das „Brandmeisterhaus“ (finn. Ruiskumestarin talo, schwed. Sprutmästarens gård) das heute ein Museum beherbergt. Östlich vor Kruununhaka liegt die Insel Tervasaari (Tjärholmen), die einen Park beheimatet und durch einen Damm mit dem Festland verbunden ist.

## Weblinks

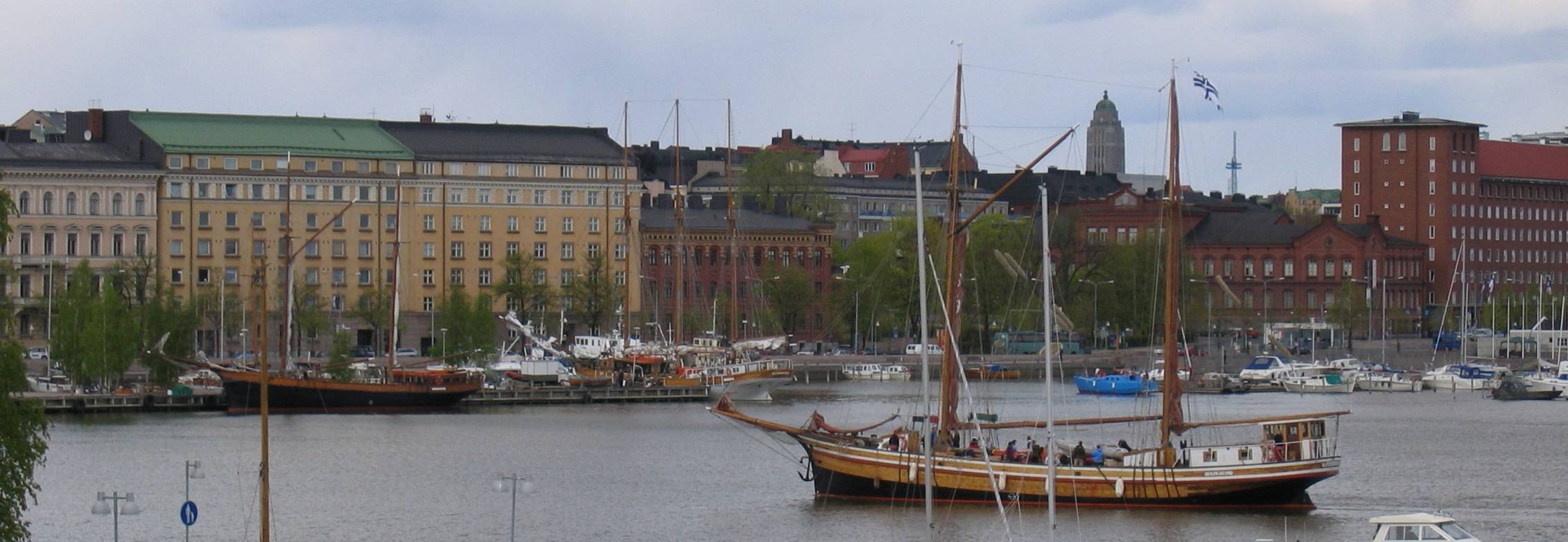
Blick von Katajanokka auf Kruununhaka